# Augusto César Barjona de Freitas
Augusto César Barjona de Freitas (Coimbra (São Pedro), 13 de Janeiro de 1834 — Lisboa, 23 de Julho de 1900) foi um jurista, professor de Direito, e político português ligado à esquerda do Partido Regenerador. Foi deputado e ocupou por diversas vezes cargos ministeriais, tendo sido Ministro dos Negócios Eclesiásticos e da Justiça em vários mandatos e Ministro do Reino entre 1883 e 1886. Nessas funções liderou importantes reformas jurídicas, como a abolição da pena de morte e a reorganização judicial e administrativa do país. Foi nomeado Par do Reino em 1876, tendo presidido à Câmara dos Pares durante dois anos, e feito Conselheiro de Sua Majestade Fidelíssima efectivo em 1885. Após a morte de Fontes Pereira de Melo, Barjona de Freitas liderou a constituição da Esquerda Dinástica, agrupamento que representava a facção mais liberal dos regeneradores.

## Biografia
Augusto César Barjona de Freitas nasceu na freguesia de São Pedro de Coimbra, filho de Justino António de Freitas, natural da ilha da Madeira, jurisconsulto, lente da Universidade de Coimbra e político, e de Maria Leocádia Barjona, de Coimbra. A família tinha por ambos os costados antecedentes na vida académica e política, pois pelo lado materno foi neto de Manuel José Barjona (1760-1831), professor de Filosofia na Universidade de Coimbra e político liberal demitido da sua cátedra pelos miguelistas, e sobrinho de António Joaquim Barjona (1786-1866), lente de Medicina na Universidade de Coimbra e um dos exilados liberais dos tempos da Guerra Civil Portuguesa. Foi pai do militar e político António Alfredo Barjona de Freitas e do médico, deputado e par do reino Augusto Alexandre Barjona de Freitas.
Seguiu o mesmo percurso académico e profissional de seu pai, ingressando na Faculdade de Direito da Universidade de Coimbra, na qual se doutorou em Direito no ano de 1855. Em 1856 concorreu a uma vaga de lente substituto na mesma Faculdade de Direito, desencadeando um controverso processo de selecção que deu origem a uma violenta contestação pública às regras de selecção dos candidatos à docência na Universidade de Coimbra e culminou numa sessão pública do júri, realizada na Sala dos Capelos a 29 de Maio de 1857, em que depois de reprovar o candidato no merecimento absoluto houve lugar a nova contagem dos votos, após intervenção de Vieira de Castro, ao tempo quartanista, da qual saiu aprovado. Tomou posse do lugar de lente em 1857, iniciando uma carreira académica que o levaria a lente catedrático de Direito, leccionando cadeiras nas áreas do direito público e administrativo e dos princípios gerais da legislação portuguesa.
Consolidada a sua carreira académica, em 1864 decidiu ingressar na política activa, ingressando no Partido Regenerador e candidatando-se a deputado nas eleições gerais realizadas a 11 de Setembro desse ano (14.ª legislatura da Monarquia Constitucional Portuguesa). Foi eleito pelo círculo eleitoral de Coimbra, mas a sua eleição foi contestada, o que levou a um atraso no seu juramento nas Cortes. Vencida a contestação, iniciou a sua carreira parlamentar, sendo sucessivamente reeleito por Coimbra nas eleições gerais de 1865, 1868, 1869 e nas duas de 1870 (da 15.ª à 19.ª legislaturas). Na sua acção parlamentar revelou-se um orador perspicaz e bom conciliador, o que fez dele um dos pilares do grupo regenerador.
Quando em Setembro de 1865 o Partido Regenerador e o Partido Histórico decidiram coligar-se e formar o Governo da Fusão, coube ao ainda jovem parlamentar exercer as funções de Ministro dos Negócios Eclesiásticos e da Justiça. Esta seria a primeira de quatro passagens pela pasta da Justiça, pois ocupou aquele lugar: (1) de 4 de Setembro de 1865 a 4 de Janeiro de 1868; (2) de 13 de Setembro de 1871 a 9 de Novembro de 1876; (3) de 29 de Janeiro a 16 de Novembro de 1878; e (4) de 4 de Fevereiro a 19 de Novembro de 1885.
Na sequência do nascente movimento europeu pela abolição da pena de morte, que já havia levado à adopção de propostas abolicionistas em 1849 na República Romana e em 1852 na República de San Marino, Barjona de Freitas, logo na sua primeira passagem pelas funções de Ministro dos Negócios Eclesiásticos e da Justiça, propôs a abolição da pena de morte em Portugal para todos os crimes, excepto por traição durante a guerra.
A proposta de Barjona de Freitas, que seria a sua maior contribuição para a política portuguesa, foi apresentada à Câmara dos Deputados em intervenções nos dias 9 e 10 de Fevereiro de 1866. Submetida à discussão na Câmara dos Deputados, foi aprovada, transitando depois para a Câmara dos Pares, onde também mereceu aprovação. Em resultado foi publicada a Lei de 1 de Julho de 1867, pioneira ao tempo, que aboliu a pena de morte para crimes civis. A abolição da pena de morte para crimes militares apenas foi consagrada na Constituição Portuguesa de 1976.
Após a queda o governo, provocada pela revolta da Janeirinha, regressou à sua actividade parlamentar, sendo frequentes as suas intervenções sobre temas relacionados com os direitos fundamentais e com a liberdade individual. Aliás esse seria o traço mais constante da sua vida política, que mais tarde colocaria entre os princípios da Esquerda Dinástica: máxima tolerância, máxima liberdade, no respeito pela lei.
Nas eleições gerais de 9 de Julho de 1871 (20.ª legislatura) foi eleito pelo círculo eleitoral de Cantanhede, mas voltou a ocupar a pasta da Justiça, agora no executivo formalmente presidido por António Rodrigues Sampaio, mas que ficaria conhecido por 1.º governo do Fontismo, dada a preponderância que nela assumiu Fontes Pereira de Melo. Manteve-se na pasta durante mais de cinco anos, um período excepcionalmente longo para os governos de então, apenas abandonando o executivo a 9 de Novembro de 1876. Durante esse período voltaria a ser eleito por Cantanhede nas eleições gerais de 12 de Junho de 1874 (21.ª legislatura).
Tendo saído do governo em Novembro de 1876, logo no mês imediato, a 7 de Dezembro de 1876, foi nomeado par do reino, tomando assento na Câmara dos Pares a 12 de Janeiro de 1877. Poucos dias depois voltava ao governo, nomeado para a pasta da Justiça do 2.º governo do Fontismo, no qual tomou posse a 29 de Janeiro. Esta sua segunda passagem pelo executivo foi curta, por foi exonerado no dia 15 de Novembro do mesmo ano. De regresso à Câmara dos Pares, assumiu uma postura de grande intervenção, mantendo a defesa intransigente dos princípios da liberdade individual.
Com o regresso de Fontes Pereira de Melo ao governo, assumiu a pasta de Ministro do Reino a 24 de Outubro de 1883, cargo que exerceu até 4 de Fevereiro de 1885, data em que passou interinamente a deter a pasta da Justiça, mantendo-se no governo até 19 de Novembro de 1885. Esta foi a sua última passagem pelo executivo e, entretanto, a 19 de Outubro de 1885 fora nomeado Conselheiro de Estado.
Em 1887, com o falecimento inesperado de Fontes Pereira de Melo, o Partido Regenerador colapsou e dividiu-se em diversas facções. Coube a Barjona de Freitas liderar a ala esquerda do partido, formando um agrupamento político de tendência liberal e socialista a que assumiu o nome de Esquerda Dinástica. Com um programa que visava o fortalecimento das liberdades individuais e a promoção da tolerância, o agrupamento, apesar de se afirmar monárquico, aproximou-se sem sucesso de alguns dos líderes republicanos e tentou uma política de conciliação e de unidade na esquerda do regime vigente. Estes esforços foram interrompidos pelo agudizar da instabilidade política que resultou do ultimato britânico de 1890 e pela consequente queda do governo.
A reputação de Barjona de Freitas entre a esquerda monárquica, que parecia dominante após o ultimato, levou a que fosse escolhido como ministro plenipotenciário em missão diplomática em Londres para negociar com o governo britânico um acordo que pusesse termo ao diferente colonial em torno do mapa cor-de-rosa. A intensa atenção pública sobre as negociações, com opiniões exaltadas que pretendiam vingança face à humilhação nacional que fora o ultimato, tornavam espinhosa a missão, pois ela implicava negociar a delimitação territorial de Moçambique e o direito dos britânicos se pronunciarem sobre o destino das colónias portuguesas. A inevitáveis cedências abalaram o prestígio de Barjona de Freitas e ditaram o fim da Esquerda Monárquica, já que os seus integrantes não se reviam no resultado das negociações.
Quando regressou a Portugal, Barjona de Freitas foi o bode expiatório da incapacidade portuguesa perante a política externa britânica, sendo violentamente atacado. Defendeu-se vigorosamente com um discurso na Câmara dos Pares, pronunciado a 10 de Junho de 1891, e com a publicação de uma obra intitulada A Questão Inglesa, onde justificou os termos do tratado negociado. Apesar disso, a sua carreira política ficara irremediavelmente comprometida e tratado acabou por ser rejeitado pelo parlamento português.
Quando Portugal assinou o tratado negociado por Luís Augusto Pinto de Soveral, o marquês de Soveral, que fora encarregado de negociar novo texto e que acabara por ter de aceitar uma solução reconhecidamente mais gravosa para os interesses portugueses do que aquele que fora conseguido por Barjona de Freitas, este último recuperou algum crédito, mas ainda assim, jamais conseguiria retomar a liderança da esquerda regeneradora que antes tivera.
Manteve-se activo na Câmara dos Pares até falecer, produzindo importantes intervenções sobre questões constitucionais, de justiça e de direitos individuais.
Foi Juiz Conselheiro e 7.° Presidente do Tribunal de Contas de 2 de Maio de 1900 até à sua morte a 23 de Julho de 1900.